# Leo Schwedler
Leo Werner Florentin Schwedler (* 17. Juli 1903 in Berlin; † 30. Juli 1973 ebenda) war ein deutscher Kameramann.

## Leben und Wirken
Der Sohn des Kaufmanns Aloys Schwedler und dessen Frau Elise, geb. Gliemann, besuchte eine Oberrealschule und begann seine Filmlaufbahn 1917 als technischer Assistent im Filmpalast Puhlmann. Nach Zwischenstationen bei Filmverleih und -vertrieb wurde er als Kameraassistent für die Greenbaum-Film engagiert. Ab 1926 drehte er – nun als hauptverantwortlicher Kameramann – für verschiedene rumänische Filmgesellschaften. 1934 kehrte er ins Deutsche Reich zurück.
Für die Filmaufnahmen über die Olympischen Sommerspiele 1936 wurde Schwedler von der Olympia-Film G.m.b.H. der Regisseurin Leni Riefenstahl als Kameramann verpflichtet. Dem Dokumentarfilm blieb er auch nach dem Zweiten Weltkrieg verbunden.
Leo Schwedler, zuletzt in Berlin-Spandau wohnhaft, starb knapp zwei Wochen nach seinem 70. Geburtstag im Krankenhaus Moabit.

## Filmographie
- 1926: Cererea în căsătorie
- 1927: Maiorul Mura
- 1927: Lache în harem
- 1928: Așa e viața
- 1928: Iancu Jianu
- 1930: Ecaterina Teodoroiu
- 1930: Leiba zibal
- 1936/38: Olympia (2 Teile)
- 1940: Werken und Schaffen im Dienste der Heilkunde
- 1941: Ich will Chirurgie-Mechaniker werden
- 1941: Im Dienste der Volksgesundheit
- 1950: Elektrizität aus Braunkohle
- 1951: Wir sind doch Brüder
- 1951: Ein schützendes Handwerk
- 1953: Von Meisterhand gewirkt
- 1953: Gebändigte Vulkane
- 1953: Gerollte Kunstwerke
- 1953: Temperaturen nach Maß
- 1953: In ständiger Bereitschaft
- 1953: Kostbare Minuten
- 1960: Autos von Morgen, Straßen von Heute, Menschen von Gestern